# Pristomerus kasparyani
Pristomerus kasparyani là một loài tò vò trong họ Ichneumonidae.